# Capsicum isothrix
Capsicum isothrix är en potatisväxtart som beskrevs av Standley. Capsicum isothrix ingår i släktet spanskpepparsläktet, och familjen potatisväxter. Inga underarter finns listade i Catalogue of Life.